# Guy Lombardo
Gaetano Alberto Lombardo, mieux connu sous le pseudonyme de Guy Lombardo, né le 19 juin 1902 à London en Ontario au Canada et mort le 5 novembre 1977 à Houston au Texas aux États-Unis d'Amérique, est un violoniste et chef d'orchestre canadien.

## Carrière musicale
Gaetano Alberto Lombardo a formé son groupe The Royal Canadians (littéralement Les Canadiens Royaux) en 1924 avec ses trois frères Carmen, Lebert et Victor Lombardo ainsi que d'autres musiciens de sa ville natale. Jusqu'à la fin de l'ensemble du groupe avec le décès de Guy Lombardo, entre cent et trois cents millions de disques phonographiques de l'ensemble ont été vendus partout dans le monde. Au début de sa carrière, le groupe réalisa plusieurs enregistrements et premiers grands concerts aux États-Unis d'Amérique et Guy Lombardo devint naturalisé citoyen américain en 1938. Entre 1929 et 1959, Guy Lombardo and His Royal Canadians jouaient des concerts annuels à l'occasion de la Réveillon de la Saint-Sylvestre au Roosevelt Hotel à New York. D'abord, ces concerts furent diffusés à la radio et plus tard même à la télévision.
Le style musical de Lombardo et des Royal Canadians était  un jazz assagi, moins agressif et plus langoureux que le style "Hot" et moins cuivré que le traditionnel Jazz "New Orleans". Il est assez  bien résumé par le slogan de Lombardo :
The sweetest music this side of Heaven (La musique la plus suave qu'on puisse trouver de notre côté du paradis)

## Carrière sportive
En dehors de sa carrière musicale couronnée de succès, Guy Lombardo était un des premiers grands sportifs de la course d'Hydroplanes (canots de course à moteurs d'avion). Il gagna le APBA Gold Cup avec son hydroplane Tempo VI en 1946. C'était le début d'une carrière sportive couronnée de succès et Guy Lombardo était le champion américain de ce sport entre 1946 et 1949 et donc en même temps le meilleur sportif mondial dans cette catégorie.Il tenta même de conquérir le record absolu de vitesse sur l'eau(alors détenu par Donald Campbell) avec un bateau innovant, Tempo Alcoa, construit en aluminium fourni par la firme Alcoa  et propulsé par un réacteur d'avion. Lors des premiers essais, en 1957, le constructeur de la coque, Les Staudacher connut une "sortie de piste " à haute vitesse dont il se tira avec quelques contusions. Prudemment, Staudacher et Lombardo décidèrent de tester l'engin reconstruit avec une radiocommande et un sac de sable remplaçant le pilote...Bien leur en prit, Tempo Alcoa se désintégra littéralement alors qu'il frôlait les 450 km/h, sans doute en raison de dommages structuraux internes dus au premier accident et qui n'avaient pas été détectés lors de la réparation après le premier crash. Devant l'insistance de son épouse, Lilybell , Guy Lombardo, qui avait alors atteint la cinquantaine décida de "raccrocher" alors qu'il avait conquis tous les trophées importants de ce sport.

## Décès et héritage
Guy Lombardo est décédé d'une crise cardiaque le 5 novembre 1977 à Houston au Texas. Après sa mort, son frère Victor Lombardo tenta de garder le groupe Guy Lombardo and His Royal Canadians en vie avec peu de succès et l'ensemble se dissout définitivement en 1979. The Guy Lombardo Society tente jusqu'aujourd'hui de préserver l'héritage musical du groupe. Après sa mort, plusieurs rues au Canada et aux États-Unis ainsi qu'un pont dans sa ville natale ont été nommés en son honneur. Pendant deux décennies, un musée portant son nom et exhibant son histoire musicale et sportive existait dans sa ville natale, mais fut fermé définitivement en 2007. De plus, Guy Lombardo a été induit dans le Canadian Motorsports Hall Of Fame en 2002 et dans le Long Island Music Hall Of Fame en 2007 entre autres.